# La mujer del animal
La mujer del animal es una película colombiana estrenada en el año 2016 y dirigida por el cineasta antioqueño Víctor Gaviria. Se trata de su cuarto largometraje después de Rodrigo D. No Futuro (1990), La vendedora de rosas (1998) y Sumas y restas (2005). La historia se centra en Amparo, una mujer que es víctima de los abusos de su cónyuge, conocido como «el animal».

## Sinopsis
Amparo huye de un internado de monjas y llega a un sector marginado de Medellín para vivir con su hermana. Allí, un delincuente llamado Libardo y conocido como «el animal» la rapta y la obliga a vivir bajo su mismo techo, convirtiéndola en su mujer. La comunidad, temerosa de alguna represalia por parte de Libardo, no intercede en favor de Amparo, quien termina teniendo una hija con su infame cónyuge.

## Premios y reconocimientos
- 2016: Festival de La Habana: Sección Oficial de largometrajes a concurso.
- 2017: Festival de Málaga: mejor dirección y mejor montaje.